# R-105

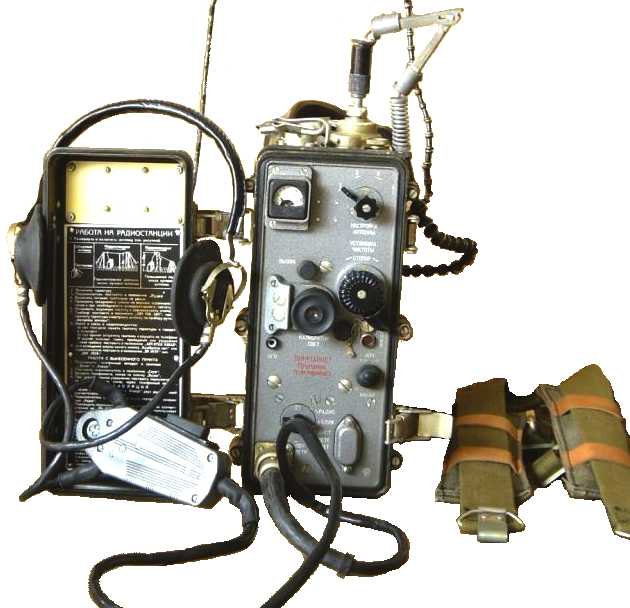
Das vollständige System des Modells R-105M

Das R-105 ist ein in der Sowjetunion entwickeltes Tornisterfunkgerät, das in großen Stückzahlen ab 1957 produziert wurde. Neben der Sowjetarmee setzten auch zahlreiche andere Streitkräfte, aber auch paramilitärische und zivile Organisationen dieses Funkgerät ein. Abgelöst wurde es durch das Funkgerät R-107. Aufbau und Bedienelemente entsprechen den Funkgeräten R-108 bzw. R-109, von diesen unterscheidet sich das R-105 im Wesentlichen durch den Frequenzbereich.
Das R-105 dient zur Übertragung von Sprachinformationen. Es arbeitet im Ultrakurzwellenbereich und nutzt als Modulationsart die Frequenzmodulation. Das Gerät kann im Frequenzbereich von 36 bis 46,1 MHz kontinuierlich durchgestimmt werden. Neben dem Einsatz als Endgerät ist auch eine Nutzung als Relaisstation möglich.
Die Weiterentwicklung R-105M unterscheidet sich von der Ursprungsausführung R-105D durch eine geänderte Anordnung der Bedienelemente und vor allem durch verringerte Maße und Gewichte, allerdings sank auch die erzielbare Reichweite ab. Das Funkgerät kann sowohl in der Bewegung, von einer Person getragen, als auch stationär oder in Fahrzeugen eingerüstet betrieben werden. Das Gerät kann mit entsprechenden Sprechgarnituren oder Feldfernsprechern wie dem TA-57 fernbedient werden.
Das R-105 bzw. R-105M kam in vielen Führungsfahrzeugen und Funkgerätesätzen zum Einsatz. Mit dem Export dieser Fahrzeuge gelangte das Funkgerät auch in zahlreiche andere Streitkräfte. Daneben nutzten paramilitärische Organisationen wie die Gesellschaft für Sport und Technik der DDR oder die sowjetische DOSAAF das Funkgerät für die vormilitärische Ausbildung. Die von der GST eingesetzten Geräte waren zusätzlich in der Lage, Funkbetrieb in der Betriebsart Telegraphie (mit Morsezeichen) durchzuführen.

## Technische Daten
|                       | R-105D      | R-105M      | Bemerkung                                   |
| --------------------- | ----------- | ----------- | ------------------------------------------- |
| Frequenzbereich, MHz  | 36 – 46,1   | 36 – 46,1   | VHF-Truppenfunk                             |
| Sendeleistung, Watt   | 1           | 1           |                                             |
| Empfindlichkeit, µV   | 1,5         | 1,5         | bei einem Signal-Rausch-Verhältnis von 10:1 |
| Reichweite, km        | 10          | 6           | mit Kulikow-Antenne                         |
| Reichweite, km        | 30–40       | 25          | mit längeren Antennen, stationärer Betrieb  |
| Gewicht, kg           | 21          | 14          | arbeitsbereit                               |
| Gewicht, kg           | 46          | 40          | mit Transportkasten                         |
| Abmessungen, mm       | 365×385×230 | 310×325×170 |                                             |
| Temperaturbereich, °C | −40 bis +50 | −40 bis +50 |                                             |

Die Stromversorgung erfolgt mit Nickel-Cadmium-Akkumulatoren mit einer Nennspannung von 4,8 Volt. Zum Einsatz kommen die Batterietypen 2NKN-24 (2НКН-24) oder 2NKN-32 (2КН-32). Dabei sind je Gerät zwei Batteriesätze vorhanden. Bei einem Verhältnis zwischen Sende- und Empfangsbetrieb von 3:1 liegt die maximale Betriebszeit zwischen 12 und 17,5 Stunden je nach verwendetem Batterietyp. Beim R-105M kamen bei gleicher Nennspannung eine Batterie N-14 (Н-14) oder zwei Batterien 2NKP20 (2НКП-20) bzw. 2NKP-24 (2НКП-24) zum Einsatz. Damit verlängerte sich die Betriebszeit auf 12 bis 21 Stunden.
Zur Erhöhung der Reichweite kann an die R-105M der Leistungsverstärker UM-2 (УМ-2) angeschlossen werden. Im gleichen Gehäuse wie das R-105M aufgebaut, hat er eine Sendeleistung von 10 Watt.